# Numa Guilhou

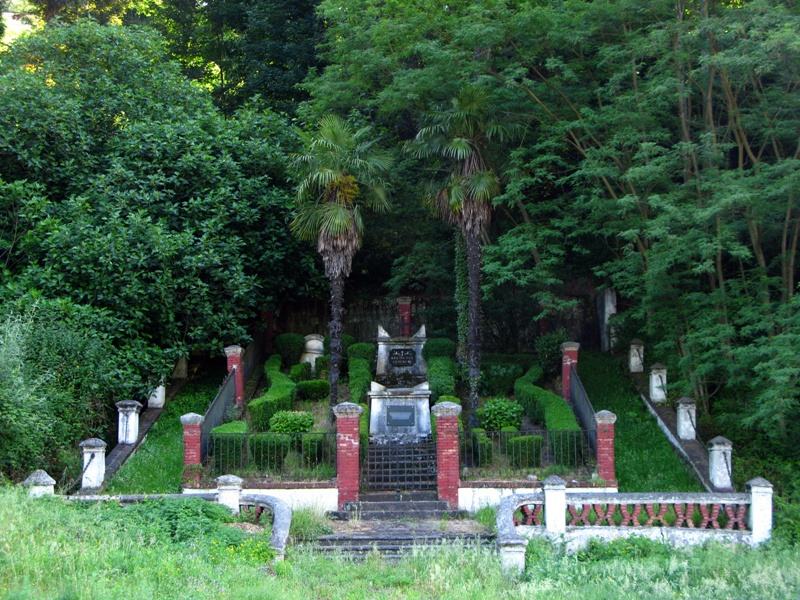
Tumba de Numa Gilhou en Ablaña, Mieres, Asturias (España).

Jean Antoine Numa Guilhou fue un empresario francés, nacido en la localidad de Mazamet. Desde joven trabajó en el negocio familiar de comercio de lana, pero desarrolla la mayor parte de su vida profesional en Asturias, convirtiéndose en una de las figuras más importantes de la revolución industrial.

## Biografía
Su labor industrial en Asturias comienza en 1857, cuando compra la Compagnie Minière et Métallurgique des Asturies, constituida el 25 de junio de 1853 en París, sucesora de la Asturian Mining Company de capital inglés. La empresa, controlada por el grupo Riánsares y dirigida por Grimaldi y Lillo, es propietaria de la Fábrica de fundición de Mieres y de explotaciones mineras lo que provocará que el concejo pase de una economía predominantemente agraria y ganadera a ser uno de los principales centros industriales de la época, provocando grandes cambios políticos y sociales. Fue en 1861 cuando funda la sociedad Houillere et Metallurgique des Asturies, con un capital social de 8 millones de francos. Esta sociedad es producto de la fusión de la Compagnie Minière et Métallurgique des Asturies con la fábrica de aceros de Villallana y de las minas en Langreo, adquiridas al duque de Riánsares por 10.450.000 reales.
Los problemas de logística y comunicaciones hacen que el grupo de empresas fracasen y se presente su liquidación. Numa Guilhou vuelve a Francia y realiza una subasta pública en París en 1870.
Guilhou vuelve a su residencia en Mieres para gestionar él mismo la fábrica, para lo que contrata al ingeniero catalán Jerónimo Ibrán en 1873, que renueva las instalaciones, crea nuevos talleres y pone gran interés en la formación técnica y profesional de los trabajadores. A la muerte de Numa Guilhou, veinte años después, la fábrica ya es uno de los principales centros industriales de Asturias, gracias, en parte, a la demanda de hierro para la construcción del ferrocarril ente Lena y Gijón (inaugurado en 1874). Su actividad industrial disminuyó durante la Guerra Carlista en el País Vasco.
Numa Guilhou murió en El Padrún, parroquia de Rebollada, y fue enterrado en un pequeño y abandonado cementerio protestante de la localidad de La Rebollada, que en la actualidad está siendo restaurado por la asociación Santa Bárbara.
Numa Guilhou se casó con Anne Zélie Singher con la que tuvo un solo hijo, Ernesto. Este se casó en segundas nupcias con Henriette Georgeault, conocida socialmente en Asturias como Enriqueta de Guilhou, con quien tuvo sus dos hijas Jacqueline (Jacoba), marquesa de Villaviciosa de Asturias por su matrimonio con Pedro Pidal y Bernaldo de Quirós, y Marthe (Marta), casada en primeras nupcias con Ricardo Heredia, conde de Benahavís del que enviudó para casarse a continuación con Manuel Loring, conde de Mieres del Camino. La tumba de esta última se encuentra situada dentro de la iglesia de Santa María Magdalena en el pueblo de La Rebollada. Numa tenía además dos hijos varones, Jean Pierre y Ernest, fruto de un matrimonio anterior.
En Luxemburgo, fue uno de los fundadores de la Real Sociedad Gran Ducal de Ferrocarril Guillaume-Luxembourg, constituida el 6 de enero de 1857.
En recuerdo a su desempeño como industrial en Asturias, se le han dedicado calles en municipios como Mieres o Gijón.